# 井上哲浩
井上 哲浩 （いのうえ あきひろ、1965年3月4日 - ）は、日本のマーケティング研究者。慶應義塾大学大学院経営管理研究科教授。慶應義塾特選塾員。元シナジーマーケティング取締役。

## 人物・経歴
兵庫県生まれ。1983年関西学院高等部卒業。1987年関西学院大学商学部卒業。1989年関西学院大学大学院商学研究科博士課程前期課程修了。1992年関西学院大学大学院商学研究科博士後期課程単位取得退学。1995年関西学院大学商学部専任講師。1996年カリフォルニア大学ロサンゼルス校アンダーソン経営大学院博士課程修了、Ph.D.（経営学）。1999年関西学院大学商学部助教授。2005年関西学院大学商学部教授。2006年慶應義塾大学大学院経営管理研究科教授。2008年シナジーマーケティング顧問。2009年シナジーマーケティング取締役。2011年慶應義塾特選塾員。

## 著書
- 『マーケティングの数理モデル』（岡太彬訓, 木島正明, 守口剛編）朝倉書店 2001年
- 『消費者・コミュニケーション戦略 : 現代のマーケティング戦略』（田中洋, 清水聰編）有斐閣 2006年
- 『Webマーケティングの科学 : リサーチとネットワーク』千倉書房 2007年
- 『戦略的データマイニング : アスクルの事例で学ぶ』（池尾恭一と共著）日経BP社 2008年
- 『マーケティング』（池尾恭一, 青木幸弘, 南知惠子と共著）有斐閣 2010年
- 『小売マーケティング研究のニューフロンティア』（中西正雄, 石淵順也, 鶴坂貴恵と共編著）関西学院大学出版会 2015年

## 監訳
- レックス・ブリッグス, グレッグ・スチュアート著『刺さる広告 : 費用対効果が23%アップする : コミュニケーション最適化のマーケティング戦略』ダイヤモンド社 2008年